# Coupe du monde de triathlon 1992
Navigation
Édition précédente Édition suivante
La coupe du monde de triathlon 1992 est composée de 10 courses organisées par la Fédération internationale de triathlon (ITU). Chacune des courses est disputée au format olympique soit 1500 m de natation, 40 km de cyclisme et 10 km de course à pied.

## Étapes de l'épreuve
| Date         | Lieu        | Format | Homme            | Femme            |
| ------------ | ----------- | ------ | ---------------- | ---------------- |
| 10 mai       | San Andrés  | M      | Brad Beven       | Melissa Mantak   |
| 28 juin      | Säter       | M      | Andrew MacMartin | Melissa Mantak   |
| 4 juillet    | Portaferry  | M      | Brad Beven       | Melissa Mantak   |
| 12 juillet   | Moscou      | M      | Garrett McCarthy | Isabelle Mouthon |
| 15 août      | Embrun      | M      | Simon Lessing    | Suzanne Nielsen  |
| 29 août      | Pékin       | M      | Jason Harper     | Jenny Alcorn     |
| 26 septembre | Las Vegas   | M      | Andrew Carlson   | Joy Hansen       |
| 25 octobre   | Monte-Carlo | M      | Simon Lessing    | Melissa Mantak   |
| 31 octobre   | Salvador    | M      | Andrew MacMartin | Sophie Delemer   |
| 8 novembre   | Ixtapa      | M      | Andrew MacMartin | Karen Smyers     |

## Par nation
| Rang | Nation      | Victoires |
| ---- | ----------- | --------- |
| 1    | États-Unis  | 7         |
| 2    | Australie   | 4         |
| 3    | Canada      | 3         |
| 4    | France      | 2         |
| 4    | Royaume-Uni | 2         |
| 6    | Danemark    | 1         |
| 6    | Irlande     | 1         |

## Classements généraux
| Rang               | Nom              |
| ------------------ | ---------------- |
| ex                 | Brad Beven       |
| ex                 | Andrew MacMartin |
| Médaille de bronze | Garrett McCarthy |
| 4                  | Harold Robinson  |
| 5                  | Mark Bates       |
| 6                  | Wesley Hobson    |
| 7                  | Simon Lessing    |
| 8                  | Leandro Macedo   |
| 9                  | Bernardo Zetina  |
| 10                 | Oscar Galíndez   |

| Rang               | Nom                  |
| ------------------ | -------------------- |
| Médaille d'or      | Melissa Mantak       |
| Médaille d'argent  | Joanne Ritchie       |
| Médaille de bronze | Janet Hatfield       |
| 4                  | Carolyn Hubbard      |
| 5                  | Béatrice Mouthon     |
| 6                  | Allison Hamilton     |
| 7                  | Sophie Delemer       |
| 8                  | María Luisa Martínez |
| 9                  | Suzanne Nielsen      |
| 10                 | Lucero Vivanco       |